# Die Perle des Orients
Die Perle des Orients er en tysk stumfilm fra 1921 af Karlheinz Martin.

## Medvirkende
- Viggo Larsen som Maharadscha von Shivaji
- Carola Toelle som Inge
- Tzwetta Tzatschewa som Lieblingssklavin Sidara
- Ferdinand von Alten som Radscha von Singalundi
- Lewis Brody som Diener des Radschas
- Magda Madeleine
- H. von Maixdorff